# Sanada Masayuki
Sanada Masayuki (真田昌幸?   1544 - 13 de julio de 1611) fue un samurái del período Sengoku a inicios del periodo Edo de la historia de Japón. Fue el tercer hijo de Sanada Yukitaka, un daimyō vasallo del clan Takeda en la provincia de Shinano. Sanada Nobuyoki y Sanada Yukimura eran sus hijos.

## Biografía
Masayuki cambió su nombre al de Mutō Kihei para poder heredar el clan Mutō, una rama del clan Takeda. Takeda Shingen descubrió que Masayuki era talentoso, por lo que lo convirtió en uno de sus principales sirvientes. Posterior a la muerte de Shingen, continuó sirviendo al clan bajo las órdenes de Takeda Katsuyori. Durante la batalla de Nagashino de 1575 sus hermanos mayores, Nobutsuna y Masateru, fueron asesinados, por lo que volvió a utilizar el apellido Sanada para mantener el liderazgo del clan.
Durante la batalla de Sekigahara del año 1600 decidió aliarse con el bando de Ishida Mitsunari mientras que su hijo mayor, Nobuyuki, decidió asistir al bando de Tokugawa Ieyasu. Durante el conflicto Masayuki defendió el Castillo Ueda en contra del asedio realizado por las tropas de Tokugawa Hidetada, hijo de Ieyasu. El asedio comenzó el 12 de octubre y finalmente Hidetada decidió romperlo el 16 de octubre sin haber logrado tomar el castillo a pesar de una fuerza sumamente superior a la de los defensores. 
La batalla de Sekigahara concluyó con una victoria para Ieyasu por lo que originalmente Masayuki y su hijo Yukimura fueron condenados a ser ejecutados pero gracias a la participación de Nobuyuki en el bando triunfador, fueron solo condenados al exilio en la provincia de Kii. 
Masayuki falleció finalmente en 1611 en Kudoyama.